# Campos (antigua parroquia)
Campos fue una parroquia española del concejo de Castropol, perteneciente a Asturias. Se fusionó con la de Salave para dar lugar a la de Campos y Salave, ahora parte de Tapia de Casariego.

## Historia
Hacia mediados del siglo XIX, la parroquia, por entonces perteneciente a Castropol, tenía contabilizada una población de 291 habitantes. Aparece descrita en el quinto volumen del Diccionario geográfico-estadístico-histórico de España y sus posesiones de Ultramar de Pascual Madoz con las siguientes palabras:

CAMPOS (Sta. Maria): felig. en la prov. y dióc. de Oviedo (21 leg.), part. jud. y ayunt. de Castropol (1): sit. á la izq. del riach. de Herrerias, con libre ventilacion y clima sano. Ademas del de su nombre comprende los l. y cas. siguientes: Barreiras, Caleya, Calvario, Campillin, Carcaba, Castelo, Celleiro, Coroza, la Folgueira, Larandera, el Picon, la Pereza, las Pereiras, Rebollada, Rabote, el Puente, Outeizo y Nogueiro que reunen 60 casas. La igl. parr. dedicada á Nuestra Señora, tiene por aneja la de San Salvador de Salave; el curato es de segundo ascenso y de provision de S. M.; hay tambien 3 ermitas, una de ellas de propiedad del vecindario y las restantes de dominio particular. Confina el térm. con el de las felig. de Salave, Serrantes y Tol. El terreno participa de monte y llano y es de mediana calidad. En lo inculto se crian árboles silvestres de varias clases, aunque no tantos como en tiempos pasados, y abundantes yerbas de pasto. Los caminos son lecales y en mediano estado: el correo se recibe en Castropol. prod.: trigo, maiz, patatas, castañas, habichuelas y frutas de varias especies; y hay caza de liebres, perdices y animales dañinos. pobl.: 63 vec., 291 alm.: contr. con su ayunt. (V.)
(Madoz, 1846, p. 383)

Se fusionó con la parroquia de Salave para dar lugar a la de Campos y Salave, que ahora forma parte del municipio de Tapia de Casariego.